# North Eastern Subregion
North Eastern Subregion är ett distrikt i Eritrea.   Det ligger i regionen Norra rödahavsregionen, i den centrala delen av landet, 17 km norr om huvudstaden Asmara. North Eastern Subregion ligger vid sjön Kalson Hāyk'.